# Karcinotron

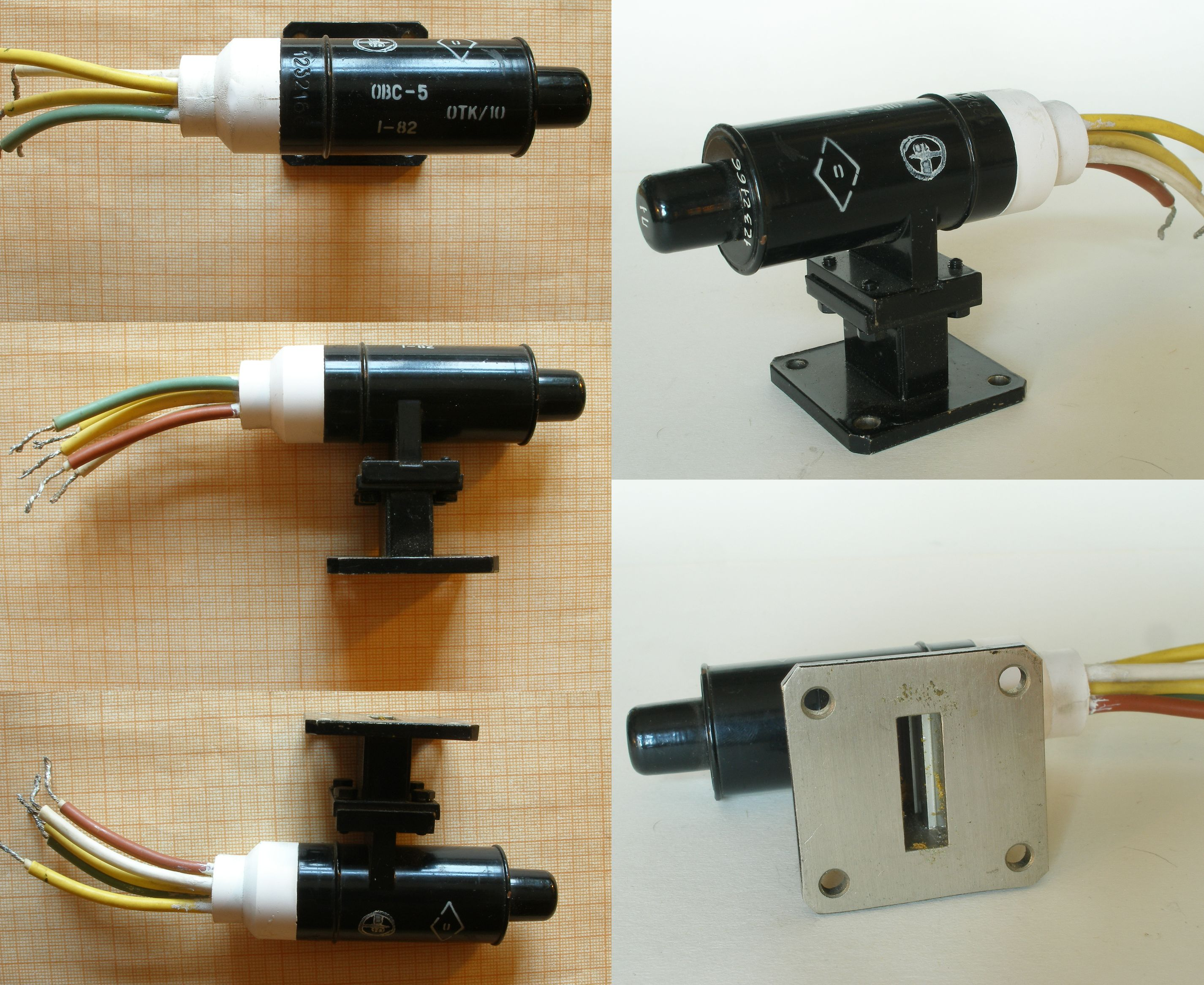
Karcinotron ОВС-5 (prod. ZSRR)

Karcinotron – generacyjna lampa mikrofalowa będąca rodzajem lampy o fali wstecznej. W karcinotronie jeden z końców linii opóźniającej jest zakończony tłumikiem, na drugim  końcu znajduje się prowadnica wyjściowa odprowadzająca moc generowaną. Wyróżnia się dwa rodzaje karcinotronów: typu O (pole magnetyczne skierowane równolegle do osi lampy)  oraz typu M (z polem magnetycznym poprzecznym względem osi lampy). Zaletą tego typu lamp jest możliwość zmiany częstotliwości generowanej w szerokim zakresie.